# ドニエプル川

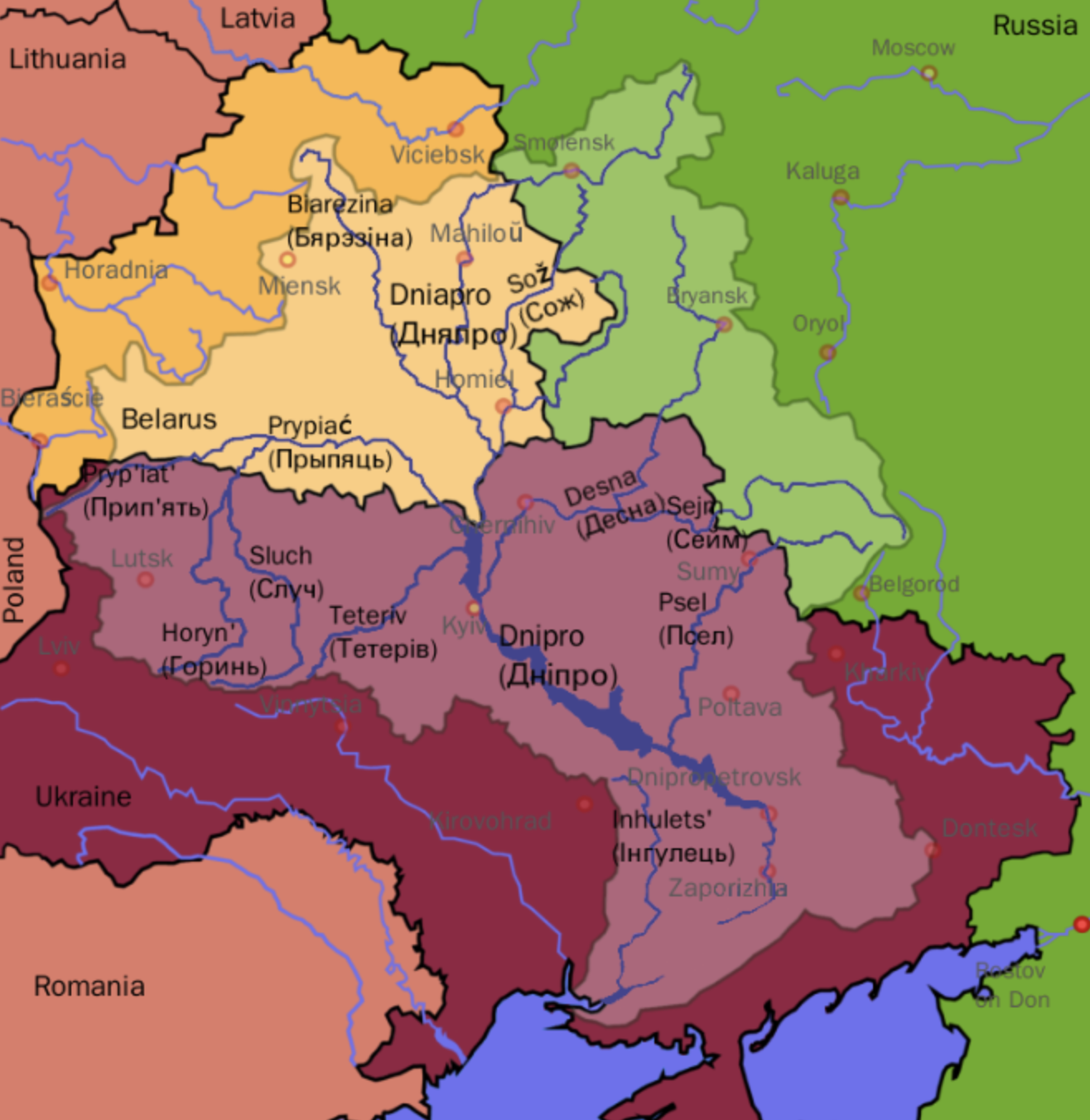
ドニエプル川の流域。

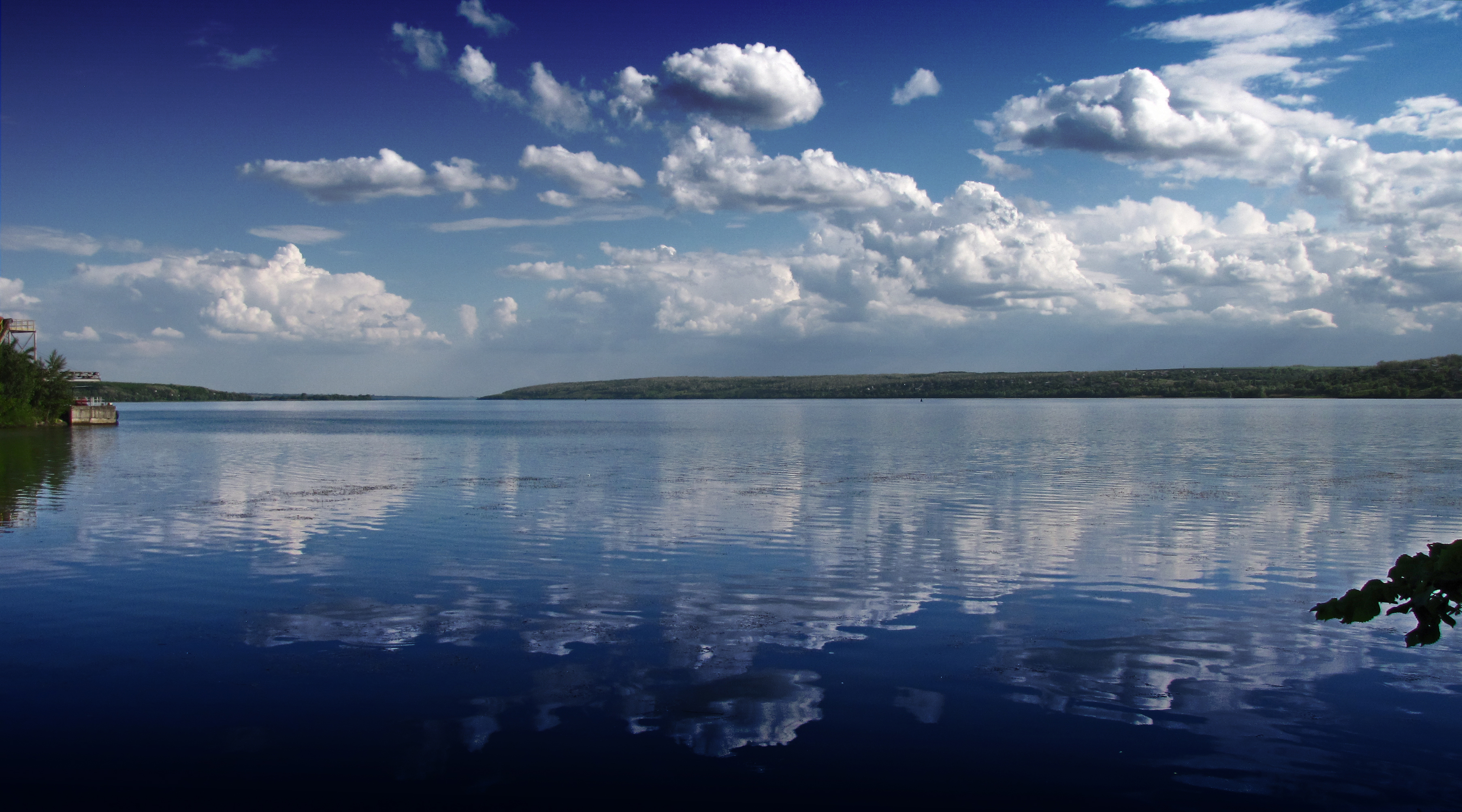
ドニエプル川。

ドニエプル川（ドニエプルがわ、ロシア語: Днепр ドニェープル）またはドニプロ川（ドニプロがわ、ウクライナ語: Дніпро ドニプロー）は、ヴァルダイ丘陵南部のアクセニア・モーフ沼に源流を持ち、ベラルーシとウクライナを経て黒海に注ぐ川である。総延長は2,285km。
日本語ではドネプル川、ドニェプル川、ドニェープル川とも表記される。ベラルーシ語名はドニャプロ川（ベラルーシ語: Дняпро ドニャプロー）であるが、日本語での用例は少ない。

## 概要
ロシア連邦北部の標高220mのヴァルダイ丘陵に源流を発し、東ヨーロッパ平原を南へ流れて、最終的には黒海に流れ込んでいる。川は115kmの長さに渡って、ベラルーシとウクライナの国境になっている。下流の約800km部分には、巨大ダムによるダム湖が連続している。
ドニプロ川流域（ドニプロ・ウクライナ）では古代よりさまざまな民族が生活の拠点を築いてきた。北欧・東欧からルーシを経て東ローマ帝国に向かう「ヴァリャーグからギリシアへの道」の一部ともなってきた。中世にはキエフ・ルーシの都、現代ではウクライナの首都キーウもこの流域に位置している。ドニプロ川は、現代のキーウの町を北から南へ縦断して流れている。
ドニプロ川流域ではその後ウクライナ・コサックが栄え、ヘーチマン国家が形成された。
ドニプロという川の名はサルマタイの言葉で「はるか遠くの川」を意味する。反対にドニエストル川は彼らの言葉で「近くの川」の意味である。

## 生態系
ドニエプル川はコチョウザメの重要な産卵地である。中流部の氾濫原には湿地、泥炭地、三日月湖などが多く、カリガネ、ウズラクイナ、エリマキシギ、ソリハシシギの繁殖地または中継地である。下流部にはセイヨウシロヤナギ、オニビシ、サンショウモなどの水生植物が生え、ミヤコドリ、ナベコウなどの水鳥やユーラシアカワウソ、ヨーロッパナメラ、クサリヘビ属のVipera renardi、ニンニクガエルが訪れる。ヘルソンの南西約45 kmにある河口一帯には浅瀬、湿地、浅湾、砂丘、塩生植物のステップ、森林ステップ、ヨシ原など多様な生態系があり、ペリカン属、コウノトリ属、オオバン、カワウなどの水鳥やユーラシアカワウソ、ヨーロッパミンクなどの半水生の哺乳類が生息し、生物多様性が豊かである。
1984年に河口および付近の黒海沿岸は「黒海生物圏保護区」としてユネスコの生物圏保護区に指定された。また、チェルノブイリ原子力発電所に近い中流部のベラルーシとウクライナの国境のドニエプロ川氾濫原、下流部のウクライナ国内のドニエプロ川・オリル川氾濫原、カホフカ貯水池の「クチュフールィ諸島」と南岸の「シム・マイアキウ氾濫原」および河口部はラムサール条約登録地である。

## ドニエプル川沿いの都市・町（川の上流より）

### ロシア
- ドロゴブージ（ロシア語: Дорогобуж）
- スモレンスク（ロシア語: Смоленск）

### ベラルーシ
- オルシャ（ベラルーシ語: Во́рша）
- シュクロウ（ベラルーシ語: Шклоў）
- マヒリョウ（ベラルーシ語: Магілёў）
- ブィハウ（ベラルーシ語: Бы́хаў）
- ラハチョウ（ベラルーシ語: Рагачоў）
- ジロビン（ベラルーシ語: Жлобін）
- レチッツァ（英語版）（ベラルーシ語: Рэчыца）
- ロイェウ（英語版）（ベラルーシ語: Ло́еў）

### ウクライナ
- キーウ（ウクライナ語: Київ）
- プリピャチ（ウクライナ語: Прип'ять） - チェルノブイリ原子力発電所事故でゴーストタウンとなった。
- カニウ（ウクライナ語: Канів）
- チェルカースィ（ウクライナ語: Черкаси）
- クレメンチューク（ウクライナ語: Кременчук）
- ドニプロ（ウクライナ語: Дніпропетровськ）
- ザポリージャ（ウクライナ語: Запоріжжя）
- ニーコポリ（ウクライナ語: Нікополь）
- ヘルソン（ウクライナ語: Херсон）

## 支流
下流より記載（括弧内は合流地点）
- インフレツィ川
- プショール川
  - ホロール川
- スラー川（クレメンチューク湖左岸）
- ローシ川
- クラースナ川
- ステューフナ川
- デスナ川（キーウ左岸）
  - スノウ川
  - セイム川
- イルピニ川（キーウ湖右岸）
- プリピャチ川
- ソジ川
  - イプチ川
  - ヴィフラ川
- ベレジナ川
  - シヴィスワチ川

## 貯水池と水力発電所
ドニエプル川水系のダムを参照
プリピャチ川河口からカホフカ水力発電所に至るまで、6組のダムと水力発電所があり、ウクライナの電力の10%を供給している。
最初に建造されたのが、1927年から1932年の間にザポリージャのドニエプル水力発電所で558MWの出力を持っていた。しかし、第二次世界大戦中に破壊され、1948年に750MWの出力をもつものとして再建された。
| 場所             | ダム                   | 表面積                     | 水力発電所                               | 建造                |
| ---------------- | ---------------------- | -------------------------- | ---------------------------------------- | ------------------- |
| キーウ           | キーウ貯水池           | 922 km2 または 356 sq mi   | キーウ水力発電所                         | 1960–1964年         |
| カニウ           | カニウ貯水池           | 675 km2 または 261 sq mi   | カーニウ水力発電所                       | 1963–1975年         |
| クレメンチューク | クレメンチューク貯水池 | 2,250 km2 または 870 sq mi | クレメンチューク水力発電所               | 1954–1960年         |
| カーミヤンシケ   | カーミヤンシケ貯水池   | 567 km2 または 219 sq mi   | Middle Dnieper Hydroelectric Power Plant | 1956–1964年         |
| ザポリージャ     | ドニエプル貯水池       | 420 km2 または 160 sq mi   | ドニエプル水力発電所                     | 1927–1932年; 1948年 |
| カホフカ         | カホフカ貯水池         | 2,155 km2 または 832 sq mi | カホフカ水力発電所                       | 1950–1956年         |

## 2022年ロシアによるウクライナ侵攻とドニエプル川
2022年ロシアのウクライナ侵攻が始まると、ロシアは序盤戦でクリミア半島などから軍を進め、ドニエプル川を越えヘルソン市およびヘルソン州の大部分を制圧した。同年、夏以降になるとウクライナ軍はヘルソン州の奪還作戦を進めるとともに、ハイマースを使用してドニエプル川を越える補給線に圧力をかけた。さらに10月20日、ウクライナのゼレンスキー大統領はロシアがカホフカ水力発電所のダムを破壊する可能性を指摘、破壊が行われれば大量破壊兵器の使用に匹敵するものだとして牽制を行っている。
ロシア軍のドニエプル川を越えた補給は次第に困難となり、10月にはロシアを支持する市民が船でドニエプル川を渡り、東岸へと避難を開始した。11月に入るとロシアは軍をドニエプロ川東岸へ撤退させることを発表、11月11日にはウクライナ軍がヘルソン市に入った。また、同日、ドニエプル川にかかる数少ない大型橋であったアントノフスキー橋が完全に破壊されていることが確認された。ドニエプル川の両岸は両軍が対峙する最前線となった。
2023年6月6日、カホフカ水力発電所の取水ダムが決壊。下流域のヘルソン州一帯が洪水に襲われ、大きな被害が出た。

## 芸術
ドニエプル川は文学、絵画、音楽などに扱われている。
文学では、タラス・シェフチェンコが詩に「広いドニエプロからが唸り声を上げ／怒った風が吠え／背の高い柳が折れ曲がり／波が山々に打ち寄せる」（『プリチンナ』、1837年）と書き、ニコライ・ゴーゴリは『ディカーニカ近郷夜話』の「怖ろしき復讐」にも書いている。
絵画では、アルヒープ・クインジ、イヴァン・アイヴァゾフスキー、ヤン・スタニスワフスキなどによって描かれている。
音楽では、マルク・フラトキン作曲、エヴゲーニー・ドルマトフスキー作詞の『ドニエプル川の歌』（Пісня про Дніпро、1941年）がある。

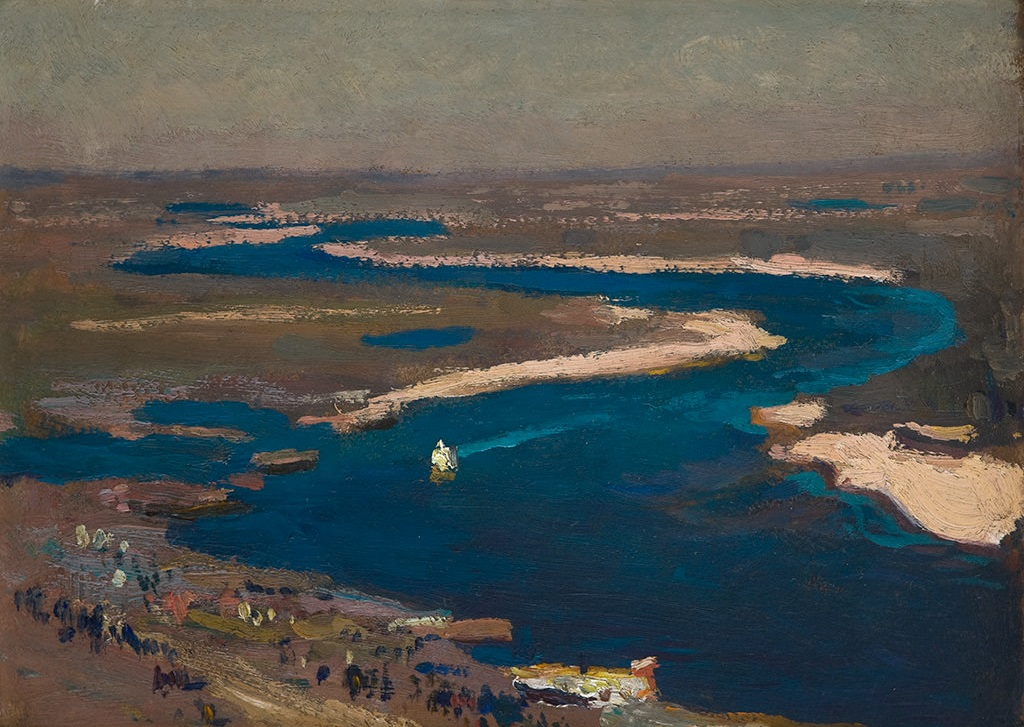
サファイア色のドニエプロ川（ヤン・スタニスワフスキ）
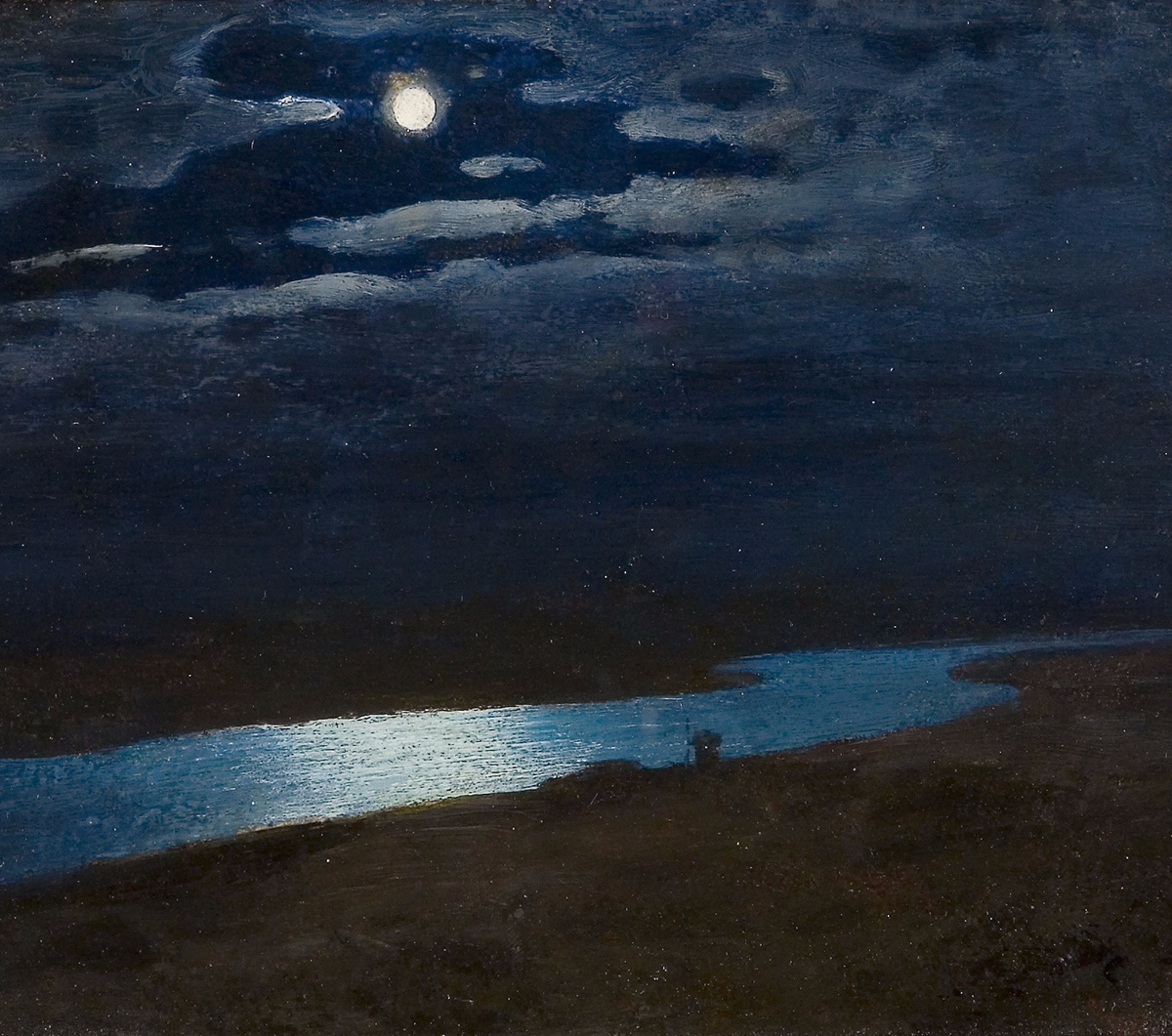
ドニエプル川の夜景（アルヒープ・クインジ）
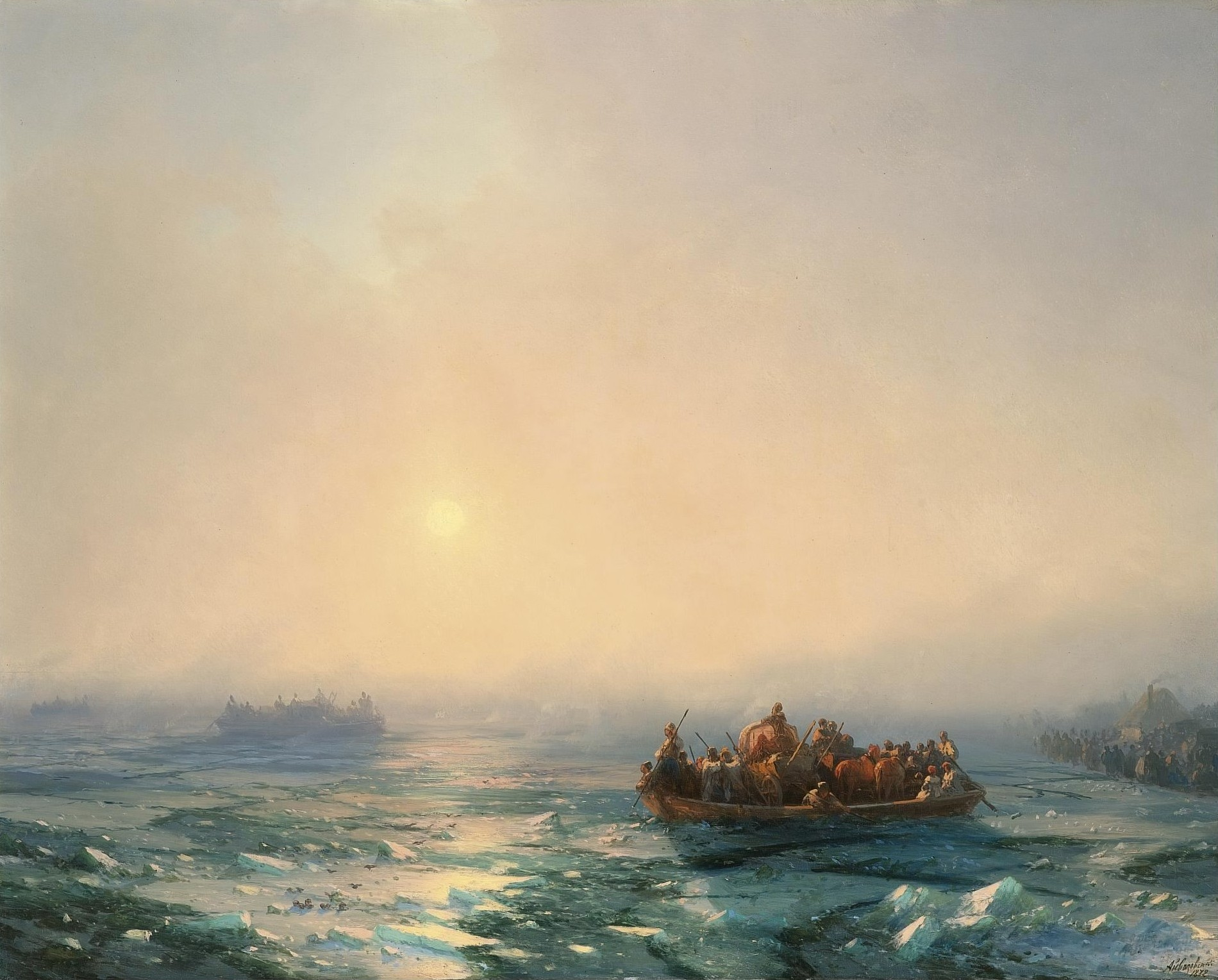
ドニエプル川の氷（イヴァン・アイヴァゾフスキー）